# Progonia patronalis
Progonia patronalis là một loài bướm đêm trong họ Noctuidae.